# Wettermühle
Wettermühle ist ein Stadtteil von Geisenfeld im oberbayerischen Landkreis Pfaffenhofen an der Ilm. Die Einöde liegt circa einen Kilometer südlich von Geisenfeld.